# Sofía Jirau
Sofía Isabel Jirau González (Puerto Rico, 26 de març de 1996) és una model i empresària porto-riquenya. Tot i que va començar a treballar en el món de la moda el 2019 i que participà a la New York Fashion Week el 2020, no va ser fins al febrer del 2022 quan esdevingué famosa mundialment arran de la campanya publicitària Love Cloud Line de la companyia de llenceria Victoria's Secret, essent la primera model amb síndrome de Down.